# Boerenkrokus
De boerenkrokus (Crocus tommasinianus) is een plant uit de lissenfamilie (Iridaceae). Van nature komt deze plant voor op kalkrijke grond tussen 1000 en 1500 meter hoogte in Zuid-Hongarije, Kroatië, Bosnië, Servië, en Bulgarije. Het is een soort die regelmatig in tuinen wordt aangeplant en sinds de 19e eeuw is ingeburgerd. In Nederland is het een typische stinsenplant die voornamelijk te vinden is op buitenplaatsen en stinsen. Hij kan gemakkelijk verward worden met andere krokussoorten zoals de bonte krokus (Crocus vernus), waarmee hij ook kan hybridiseren. Een opvallend kenmerk van de boerenkrokus zijn de wijd opengesperde bloemen als de zon schijnt. Bij gesloten bloemen is de witte kelkbuis het belangrijkste verschil met de bonte krokus. De bonte krokus heeft een donkere kelkbuis, ook de witte vorm. Daarnaast zijn de bladeren zeer smal (2-4 mm).
In de handel zijn ook verschillende cultivars en hybriden met andere krokussoorten verkrijgbaar.
Een bekende vindplaats is de Epemastate te IJsbrechtum.